# Люби-Бетмон
Люби́-Бетмо́н (фр. Luby-Betmont, окс. Lube e Bèthmont) — коммуна во Франции, находится в регионе Юг — Пиренеи. Департамент — Верхние Пиренеи. Входит в состав кантона Три-сюр-Баиз. Округ коммуны — Тарб.
Код INSEE коммуны — 65289.

## География

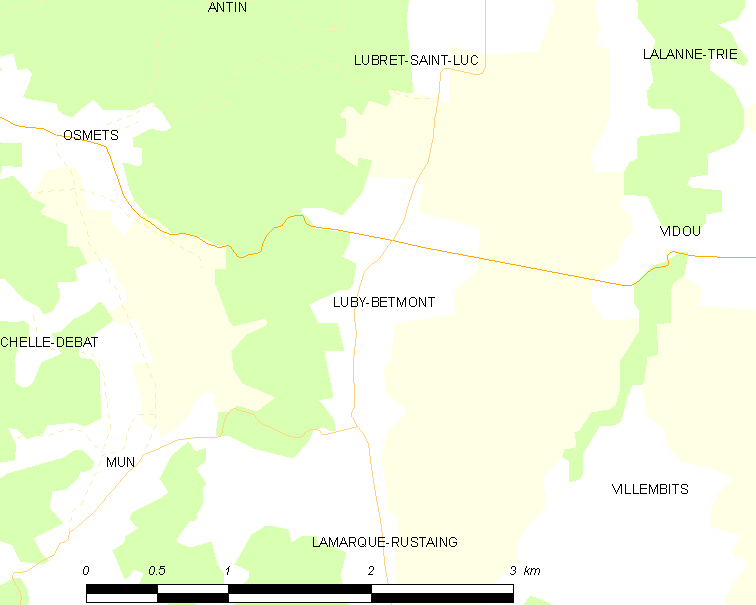
Карта коммуны

Коммуна расположена приблизительно в 640 км к югу от Парижа, в 100 км западнее Тулузы, в 20 км к востоку от Тарба.
Коммуна расположена в местности Бигорр. На западе коммуны протекает река Шелла, а на востоке — река Буэс.

## Климат
Климат умеренно-океанический с солнечной тёплой погодой и обильными осадками на протяжении практически всего года.

## История
Коммуна была образована в 1852 году путём объединения коммун Люби и Бетмон.

## Население
Население коммуны на 2010 год составляло 105 человек.
| 1962 | 1968 | 1975 | 1982 | 1990 | 1999 | 2010 |
| ---- | ---- | ---- | ---- | ---- | ---- | ---- |
| 168  | 148  | 147  | 145  | 128  | 121  | 105  |

## Администрация
| Период | Период | Фамилия  | Партия | Примечания |
| ------ | ------ | -------- | ------ | ---------- |
| 2001   | 2020   | Ив Сьёта |        |            |

## Экономика
В 2010 году среди 64 человек трудоспособного возраста (15-64 лет) 49 были экономически активными, 15 — неактивными (показатель активности — 76,6 %, в 1999 году было 68,7 %). Из 49 активных жителей работали 45 человек (26 мужчин и 19 женщин), безработных было 4 (1 мужчина и 3 женщины). Среди 15 неактивных 4 человека были учениками или студентами, 7 — пенсионерами, 4 были неактивными по другим причинам.